# Crayton Sarzy
Crayton Sarzy foi um ex-ator, roteirista e produtor de televisão brasileiro. Foi assessor artístico de Silvio Santos e escreveu telenovelas no SBT. Também foi o responsável por convencer Silvio Santos a comprar a Trilogia das Marias. Lançou em 2011 o livro Guga - nos bastidores do submundo. Faleceu em 2014.

## Telenovelas como autor
| Ano  | Novela            | Emissora |
| ---- | ----------------- | -------- |
| 1982 | Destino           | SBT      |
| 1982 | A Leoa            | SBT      |
| 1983 | Acorrentada       | SBT      |
| 1983 | A Justiça de Deus | SBT      |
| 1984 | Jerônimo          | SBT      |
| 1991 | Grande Pai        | SBT      |
| 1996 | Razão de Viver    | SBT      |
| 1998 | Teleteatro        | SBT      |
| 1998 | Pérola Negra      | SBT      |
| 2001 | Pícara Sonhadora  | SBT      |